# 大薮町
大薮町（おおやぶちょう）は、かつて岐阜県安八郡に存在した町である。
長良川、中江川、大榑川に挟まれた輪中の町であった。

## 歴史

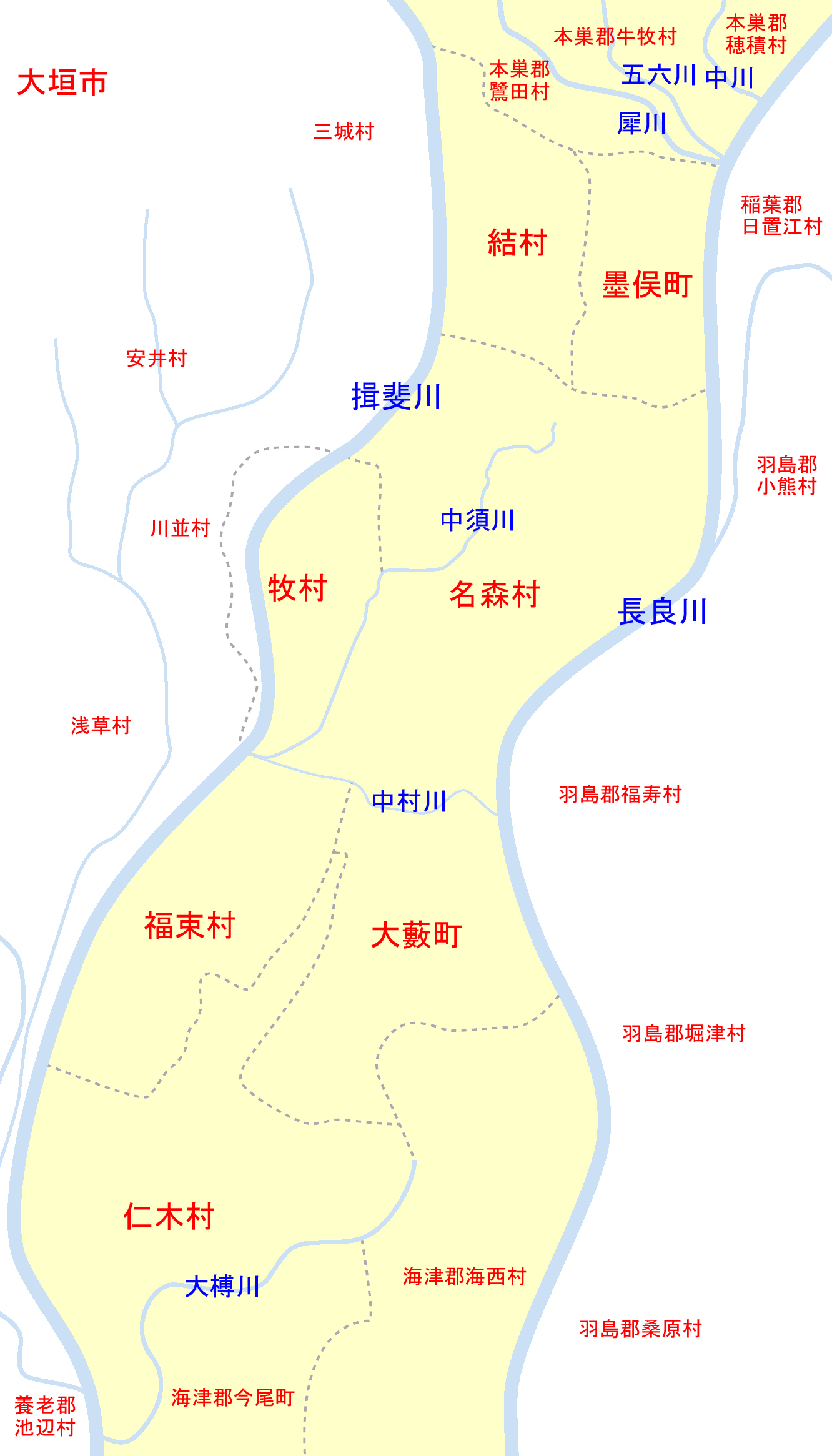
犀川事件当時の周辺自治体の位置関係図

- 江戸時代末期、この地域は美濃国安八郡であり、天領であった。
- 1889年（明治22年）7月1日 - 町村制施行により、安八郡大薮村・楡俣村・楡俣新田の区域を以て三里村が成立。
- 1890年（明治23年）3月24日 - 御寿村に改称する。
- 1897年（明治30年）4月1日 - 安八郡四郷村と新設合併し、改めて御寿村が発足。
- 1902年（明治35年）8月27日 - 町制施行。同時に大薮町に改称する。
- 1926年（大正15年）10月1日 - 町役場を大字御壽小字大藪字六本木1114番地へ移転する[1]。
- 1929年（昭和4年）1月 - 犀川事件が発生。これに先立ち同月7日に町長が辞職[2]。
- 1954年（昭和29年）4月1日 - 福束村・仁木村と新設合併し輪之内町が発足。同日大薮町廃止。

## 学校
- 大薮町立大薮小学校（現・輪之内町立大藪小学校）
- 学校組合立輪之内中学校（現・輪之内町立輪之内中学校）